# Odeonsplatz (metropolitana di Monaco di Baviera)
Odeonsplatz è una stazione della Metropolitana di Monaco di Baviera, che serve le linee U3, U4, U5, U6; le linee U4 e U5 la percorrono sulla direttrice est-ovest, mentre la U3 e la U6 la attraversano in direzione perpendicolare, in direzione nord-sud.
Odeonsplatz è una delle principali stazioni di interscambio della Città Vecchia, insieme a Sendlinger Tor alla periferia sud, a Karlsplatz ad ovest e a Marienplatz nel centro cittadino.
È stata inaugurata il 19 ottobre 1971.

## Luoghi raggiungibili
- Odeonsplatz
- Giardino Inglese
- Haus der Kunst
- Hofgarten
- Residenza di Monaco di Baviera
- Feldherrnhalle
- Chiesa di San Gaetano